# Teotônio Vilela
Teotônio Brandão Vilela (Viçosa, 28 de maio de 1917 – Maceió, 27 de novembro de 1983) foi um empresário e político brasileiro. Dentro de duas décadas foi deputado estadual, vice-governador e senador, reeleito para este último no pleito seguinte. Pai de Teotônio Vilela Filho, ex-governador de Alagoas.

## Biografia
Filho de Elias Brandão Vilela e Isabel Brandão Vilela, Teotônio nasceu na cidade de Viçosa, Alagoas, na data do dia 28 de maio de 1917.
Cedo fez o curso primário na sua cidade natal e o secundário no Ginásio de Maceió e no Colégio Nóbrega em Recife. Apesar de ter frequentado duas faculdades, a de Engenharia e de Direito, no Recife e no Rio de Janeiro, à época no então Distrito Federal, não chegou a concluir nenhum curso superior, tornando-se autodidata.
No ano de 1937, abandona os estudos e volta para Alagoas, onde passou a trabalhar com seu pai, que era proprietário rural. Como o pai, virou agropecuarista e, em seguida usineiro em sociedade o Engenheiro Agrônomo pela Universidade Federal de Viçosa Geraldo Gomes de Barros, em 12/04/1973 fundou uma usina de açúcar situada no município de Teotônio Vilela (antigo povoado de Feira Nova), localizado a cerca de 100 km da capital Maceió, chamada Usinas Reunidas Seresta.
Casou-se com Helena Quintela Brandão Vilela, com quem teve sete filhos, um dos quais, Teotônio Vilela Filho, eleito senador por três vezes consecutivas, de 1987 até 2006 e governador de Alagoas, de 2007 até 2015.

## Carreira política
Filiou-se à UDN, em 1948, sendo um dos fundadores do partido em Alagoas, criado em 1952. Elege-se deputado estadual pela legenda nas eleições de 1954, exercendo mandato até 1958. Pertencente à "bancada do açúcar" neste mandato foi o relator da comissão que pedia o impeachment do populista Muniz Falcão, então governador, acusado pela oposição ferrenha de 22 deputados a Assembleia Legislativa de crime de responsabilidade e de ameaça e violência contra deputados.
"O relator da comissão, deputado Teotônio Vilela, concluía o veredicto para informar o que todos já esperavam:

Em face do exposto, não há como fugir à evidência da responsabilidade do senhor governador do estado nos crimes compendiados na denúncia oferecida pelo senhor deputado Oséas Cardoso Paes.

Pelo que, somos de parecer seja a denúncia considerada pela Assembleia do estado objeto de deliberação, prosseguindo nos termos ulteriores, na forma da lei.— de "Curral da Morte", livro do jornalista alagoano Jorge Oliveira"
Em 1960, é eleito vice-governador, na chapa do general udenista Luiz de Souza Cavalcante, para o período de 1961-1966, quando ambos sucederam ao governador Muniz Falcão.
Em outubro de 1965, com a edição do AI-2 pelo governo militar, foi reaberto o processo de cassações e suspensões de direitos políticos, a extinção dos partidos políticos existentes, a manutenção das eleições indiretas para a Presidência da República e o estabelecimento das eleições indiretas para os governos estaduais, além de limitadas as imunidades parlamentar e individual dos cidadãos.
Em dezembro do mesmo ano, foram criados dois novos partidos – um de apoio ao governo, a ARENA e outro de oposição, o MDB. Veio a filiar-se na primeira agremiação, sendo eleito para o primeiro mandato de senador em 1966.
No Senado, atuou como membro titular das comissões de Economia, de Agricultura, de Redação, de Ajustes Internacionais, de Legislação sobre Energia Atômica e de Indústria e Comércio. Ao final do mandato foi quarto suplente da Mesa e vice-presidente da Comissão de Assuntos Regionais.
Nas eleições parlamentares de 1974, foi reeleito para o Senado, sendo um dos poucos arenistas a ter sucesso eleitoral pelo partido do governo, em todo o país, para a legislatura de 1975 a 1982. Luís Viana Filho, Henrique de La Rocque Almeida, Antônio Mendes Canale, Jarbas Gonçalves Passarinho e Petrônio Portella Nunes foram os outros arenistas.
Com a posse de Ernesto Geisel, em março de 1974, e o início de um projeto de "abertura" política" lenta, gradual e segura", proposta por Petrônio Portella, o senador alagoano após uma conversa reservada com o presidente, desfraldou a bandeira da redemocratização, colocando-se como porta-voz do processo de distensão e assumindo a posição de “oposicionista da ARENA”.
Fazia pronunciamentos no Senado pró-democratização e buscou contatos com personalidades e instituições para elaborar um projeto de institucionalização política para o Brasil. Em abril 1978, o apresentou no Senado o que ficou conhecido como o Projeto Brasil, que incluía diversas propostas liberalizantes.
No mês seguinte, aderiu à Frente Nacional pela Redemocratização, um movimento cujo programa, segundo Teotônio, era semelhante ao seu Projeto Brasil, além de oferecer uma possibilidade de mobilização. A Frente queria a candidatura do general Euler Bentes Monteiro à presidência e do senador emedebista Paulo Brossard para a vice-presidência da República, buscando agrupar, além do MDB, militares descontentes e políticos dissidentes da Arena.
Filiou-se ao MDB, no dia 25 de abril de 1979, e em meados de junho, durante o seu primeiro discurso como oposicionista, fez duras críticas ao governo provocando a retirada geral dos parlamentares da Arena do plenário do Senado.
Batalhador incansável pela anistia geral exerceu a presidência da comissão mista que estudava o projeto sobre o tema, encaminhado ao Congresso pelo Governo.
Ao receber, em setembro de 1979, o título de Cidadão Paulistano reconhecido pela Câmara Municipal de São Paulo, explicou a sua devoção pela liberdade:
"Cidadão de Viçosa de Alagoas, dos arredores da Serra dos Dois Irmãos, um dos últimos redutos da Guerra dos Palmares, vivo contemplando a imagem do Zumbi, sinto-lhe o rumos dos sonhos e o calor do sangue libertário."
A Câmara Municipal do Rio de Janeiro, em homenagem ao Grande menestrel, batiza seu Plenário com o nome de 'Teotônio Vilela'.

## Partido do Movimento Democrático Brasileiro
Em 1979, descontente com a lentidão da reabertura política proposta pelo governo e pela ARENA, Teotônio Vilela filia-se ao MDB, tornando-se um dos mais importantes nomes da legenda, que viria a se tornar o Partido do Movimento Democrático Brasileiro no ano seguinte.
Encerrou sua carreira parlamentar, em novembro de 1982, em decorrência de um câncer. No seu discurso de despedida (30.11.1982) fez questão de deixar clara a sua disposição em continuar atuando politicamente:
"Estou saindo desta Casa esta semana, isto não é despedida, mesmo porque não é do meu hábito despedir de nada. A vida política continua comigo, continuarei lutando lá fora, só não terei o privilégio de usar esta ou aquela tribuna. Quanto ao mais, prosseguirei na minha vida de velho menestrel, cantando aqui, cantando ali, cantando acolá, as minhas pequeninas toadas políticas." (Diário do Congresso Nacional, Brasília, DF, 2.12.1982).
Morreu no dia 27 de novembro de 1983, de câncer generalizado.
Em 1983, a deputada pernambucana Cristina Tavares fundou o Centro de Estudos Políticos e Sociais Teotônio Vilela, um palco importante onde seriam discutidos vários problemas da população brasileira.
Em 1986, Teotônio Vilela recebeu o título de Grande Oficial da Ordem do Congresso Nacional (In Memoriam).

## Menestrel das Alagoas
Em setembro de 1983, os compositores Milton Nascimento e Fernando Brant lançaram em homenagem a Teotônio, O menestrel das Alagoas, cantada por Fafá de Belém, música que se transformaria, assim como Coração de estudante, em hinos da campanha das Diretas-Já, movimento que tomou conta do Brasil, nos primeiros meses de 1984, exigindo que o Congresso aprovasse a emenda constitucional que instituía a eleição direta para o sucessor do presidente João Figueiredo.

## Partido da Social Democracia Brasileira
O PSDB, em 19 de setembro de 1995, criou o Instituto Teotônio Vilela, órgão de estudos e formação política do partido e, em 25 de abril de 2005, foi inaugurado, em Maceió, o Memorial Teotônio Vilela, uma obra de Oscar Niemeyer em homenagem ao Menestrel das Alagoas, como ficou conhecido nacionalmente, devido a sua luta pela liberdade política e a redemocratização do Brasil.

## Obras publicadas
Publicou alguns trabalhos entre os quais podem ser destacados:
- Mobilização contra o subdesenvolvimento (Rio de Janeiro: Dasp, 1958);
- Andanças pela crônica (Maceió: Departamento Estadual de Cultura, 1963);
- A civilização do Zebu e a civilização do Basset (Brasília, DF: Senado Federal, 1974);
- A Pregação da liberdade: andanças de um liberal (Porto Alegre: L&PM, 1977).